# Spiroplasma corruscae
Spiroplasma corruscae è una specie di batterio appartenente alla famiglia delle Spiroplasmataceae.